# О’Коннор, Дональд
Дональд Дэвид Диксон Рональд О’Коннор (англ. Donald David Dixon Ronald O’Connor; 28 августа 1925, Чикаго, штат Иллинойс, США — 27 сентября 2003, Калабасас, штат Калифорния, США) — американский актёр, певец, танцор, телеведущий, композитор, режиссёр и сценарист. В странах СНГ он известен прежде всего благодаря второстепенной роли в культовом фильме «Поющие под дождём» (1952). За роль в этой картине О’Коннор стал лауреатом премии «Золотой глобус» в категории «Лучший актер комедии или мюзикла» в 1953 году. За свой вклад в кинематограф и телевидение, О’Коннор был удостоен двух звёзд на голливудской «Аллее славы».

## Ранняя жизнь
Дональд О’Коннор родился 28 августа 1925 года в Чикаго, штате Иллинойс в семье Джона Эдварда «Чака» О’Коннора и Эффи Ирен О’Коннор (в девичестве Крейн), эстрадных артистов ирландского происхождения. Он был младшим из семерых детей, трое из которых умерли в младенчестве. Семья выступала в водевилях; труппа носила название The O’Connor Family.
Дональд и его семилетняя сестра Арлин попали в автомобильную аварию, когда ему было тринадцать месяцев. Сестра погибла, а спустя несколько недель, во время выступления на сцене, от сердечного приступа умер отец Дональда. Семья продолжила выступать на сцене, теперь труппа (которая называлась также) состояла из матери, её троих сыновей, невестки и внучки. Во времена Великой Депрессии порой им приходилось выступать за еду.
Детство Дональда прошло в выступлениях на сцене и гастролях по стране. Впервые он появился на сцене в возрасте тринадцати месяцев и тогда же начал получать деньги за свои выступления. Он никогда не ходил в школу и учился всему за кулисами от своей матери, старших братьев и других артистов.

## Карьера

### Карьера в кино
Впервые Дональд снялся в кино, когда ему было 11 лет, в фильмах Melody for Two (1937) и «Это не может длиться вечно» (1937). В обоих фильмах он появился в эпизодических ролях, демонстрируя навыки танцора чечётки.
После этого, он подписал контракт с киностудией Paramount Pictures и снялся в фильме «Пойте, грешники» (1938) с Бингом Кросби и Фредом Макмюрреем, где играл их младшего брата. В тот период он играл в кино роли младших братьев, сирот или главных героев в их детские годы. Ему ненадолго пришлось уйти из кино и вернуться в водевили после смерти старшего брата от скарлатины.
Он вернулся в кино в 1940-е годы, подписав контракт с киностудией Universal Pictures. Вплоть до 1944 года, когда его отправили на службу в армию, он снимался в мюзиклах, где его партнёршей была такая же юная звезда Пегги Райан (они родились в один день разницей в год). Дональда и Пегги часто сравнивали с Джуди Гарленд и Микки Руни, которые были подростковыми звёздами киностудии Metro-Goldwyn-Mayer.
В 1944 году Дональд О’Коннор и Пегги Райан появились в фильме «Следуя за парнями» в качестве камео, артистов, которые поднимают боевой дух солдат. В фильме также снимались многие другие звезды тех лет. Фильмы с О’Коннором выходили в кинотеатрах до конца войны, пока он был на службе в армии.
После войны, О’Коннор снялся в фильме «Что навеял ветер» (1947) с Диной Дурбин. В 1949 году его утвердили на главную роль в комедийном фильме «Фрэнсис» (1950) про дружбу говорящего мула и младшего лейтенанта армии США (которого и сыграл О’Коннор). Фильм стал настолько успешным, что спас киностудию Universal Pictures от банкротства. После этого, вышло ещё пять фильмов про говорящего мула.
В 1951 году он снялся в главной роли в фильме «Череп и кости». В 1952 году, Дональд сыграл второстепенную роль в фильме-мюзикле «Поющие под дождём» с Джином Келли и Дебби Рейнольдс, сделавшим его одним из передовых звезд мюзиклов, наряду с Джином Келли и Фредом Астером, с которыми его часто сравнивала пресса.
В 1953 году вышел мюзикл «Я люблю Мэлвина», где партнёршей Дональда была Дебби Рейнольдс. В том же году, Дональд снялся в фильме «Назови меня мадам» производства киностудии 20th Century Fox с Этель Мерман, Верой-Эллен и Джорджем Сандерсем. Романтический танцевальный номер из этого фильма, который он исполнил с Верой-Эллен, О’Коннор назвал лучшим в своей карьере.
Также в 1953 году О’Коннор был утверждён на главную роль в культовом фильме «Светлое Рождество», где он должен был сняться с Бингом Кросби и Верой-Эллен, с которыми ему уже приходилось сниматься. Но приступить к съемкам фильма он так и не смог, так как заразился болезнью от одного из мулов, играющих Фрэнсиса. В итоге, его заменили на актёра Дэнни Кея.
В 1954 году, О’Коннор выступил в главной роли в фильме «Нет такого бизнеса, как шоу-бизнес», где его партнёршей была Мэрилин Монро. В фильме также снимались Этель Мерман, Дэн Дэйли и Митци Гейнор.
В 1955 году он появился в фильме «Фрэнсис на флоте» последнем из фильмов про говорящего мула. В то время у него был сложный период жизни из-за развода с женой, и по словам режиссёра фильма, Артура Любина, с ним стало сложно работать. Он начал много пить и опаздывал на съемочную площадку.
«Я думаю, что научился радовать публику, а не себя, и этого мне достаточно. Настоящий артист скорее отдаст, чем получит. Мне всё ещё нужно найти своё место в жизни. Я не ангел. Я такой же, как и все. Я точно так же подвержен болезням, головным болям, депрессии, как и все остальные. Думаю, что шоу-бизнес принесёт мне счастье. Я надеюсь на это». — цитата из интервью 1954 года
В 1956 году он появился в мюзикле «Что бы ни случилось» с Бингом Кросби, Митци Гейнор и Зизи Жанмер. После этого, он приступил к съемкам биографического фильма «История Бастера Китона» (1957), где сыграл главную роль. В интервью он говорил, что для него была большая честь сыграть Бастера Китона, которым он восхищался с самого детства, но сам фильм он назвал «издевательством над жизнью и наследием великого комика», поскольку с реальной биографией Китона фильм не имеет практически ничего общего. Его партнёршей по фильму стала актриса Энн Блит, с которой он снялся в нескольких картинах в 1940-е годы.
В 1961 году он появился в роли Аладдина в комедийном фильме «Тысяча и одна ночь» производства Италии, Франции и США, съемки которого проходили в Тунисе. Также, небольшую роль в этом фильме сыграл актер Витторио Де Сика. В 1965 году, О’Коннор сыграл второстепенную роль в фильме «Это забавное чувство» с Бобби Дарином и Сандрой Ди в главных ролях.
Он снова появился в кино в 1981 году, в фильме «Рэгтайм», сыграв эпизодическую роль. В фильме «Игрушки» (1992) он сыграл роль отца главного героя, которого в свою очередь сыграл Робин Уильямс. В 1996 году, в возрасте 71 года, О’Коннор появился в одном из эпизодов ситкома «Няня».
В последний раз он появился в кино в 1997 году, в фильме «В открытом море» (1997), где сыграл эпизодическую роль. На съемках этого фильма он встретился с актрисой Глорией ДеХейвен, которая была его партнёршей по фильму Yes Sir That’s My Baby (1949).

### Карьера на телевидении
Кроме кинофильмов, О’Коннор также часто появлялся на телепередачах, как в качестве гостя, так и в качестве ведущего. В начале 1950-х годов был ведущим одной из первых телевизионных программ Америки, The Colgate Comedy Hour.
С 1954 до 1955 год он вёл собственное телешоу под названием «Шоу Дональда О’Коннора», к которому сам писал сценарий. В 1968—1969 годах О’Коннор также вёл телешоу с таким же названием. В 1954 году он стал ведущим церемонии вручения премии «Оскар». В 1959 году он появился на телешоу Pontiac Star Parade с Джином Келли и Кэрол Лоуренс. В 1960-е годы он был ведущим телешоу The Hollywood Palace и появился в одном из эпизодов The Judy Garland Show в качестве приглашённого гостя.

### Композиторская деятельность
О’Коннор также был композитором. Он писал песни для своих телешоу в соавторстве со своим другом, Сидни Миллером, который был также и продюсером.
Брюссельский симфонический оркестр записал некоторые из его работ, и в 1956 году он дирижировал Лос-Анджелесской филармонией в исполнении своей первой симфонии Reflections d’Un Comique.

## Личная жизнь
В 1944 году, в возрасте 18 лет, до отправки в армию, О’Коннор женился на своей подруге Гвендолин Картер. В августе 1946 года у них родилась дочь, Донна Гвен О’Коннор. Они развелись в 1953 году, после того, как Гвен ушла от Дональда к актёру Дэну Дэйли.
На Глории Ноубл О’Коннор женился в октябре 1956 года. У них было трое детей: Алисия, Дональд Фредерик и Кевин. Дональд и Глория прожили в браке вплоть до его смерти в 2003 году (сама Глория умерла в 2013 году).

## Смерть
О’Коннор перенёс сердечный приступ в 1971 году. В 70-е годы он страдал от алкоголизма, но в конце десятилетия поборол эту зависимость. В 1990 году он перенёс операцию по четырехкратному шунтированию сердца. В 1999 году он чуть не умер от плевральной пневмонии.
Дональд О’Коннор умер 27 сентября 2003 года от острой сердечной недостаточности в возрасте 78 лет, в госпитале Дома актёров кино и телевидения (Вудленд-Хиллз, Лос-Анджелес). Его останки были кремированы, а прах похоронен на кладбище Голливуд-Хилс.
Его вещи были проданы с аукциона, а все вырученные средства были переданы на благотворительность.

## Фильмография

### Кино
| Год  | Название на русском               | Оригинальное название                  | Роль                            | Примечания         |
| ---- | --------------------------------- | -------------------------------------- | ------------------------------- | ------------------ |
| 1937 | —                                 | Melody for Two                         | ребёнок-танцор                  | не указан в титрах |
| 1937 | Это не может длиться вечно        | It Can’t Last Forever                  | ребёнок-танцор                  | не указан в титрах |
| 1938 | Люди с крыльями                   | Men with Wings                         | Пэт Фальконер в 10 лет          |                    |
| 1938 | Пойте, грешники                   | Sing, You Sinners                      | Майк Биб                        |                    |
| 1938 | Сыны легиона                      | Sons of the Legion                     | Буч Бейкер                      |                    |
| 1938 | Том Сойер — сыщик                 | Tom Sawyer, Detective                  | Гекльберри Финн                 |                    |
| 1939 | —                                 | Boy Trouble                            | Буч                             |                    |
| 1939 | —                                 | Unmarried                              | Тед Стривер в 12 лет            |                    |
| 1939 | Ножки за миллион долларов         | Million Dollar Legs                    | Стики Бун                       |                    |
| 1939 | Красавчик Жест                    | Beau Geste                             | Бо в 12 лет                     |                    |
| 1939 | —                                 | Night Work                             | Буч Смайли                      |                    |
| 1939 | —                                 | Death of a Champion                    | Смолл Фрай                      |                    |
| 1939 | На пуантах                        | On Your Toes                           | Фил-младший в детстве           |                    |
| 1942 | —                                 | What’s Cookin’                         | Томми                           |                    |
| 1942 | —                                 | Private Buckaroo                       | Донни                           |                    |
| 1942 | —                                 | Give Out, Sisters                      | Дон                             |                    |
| 1942 | —                                 | Get Hep to Love                        | Джимми Арнольд                  |                    |
| 1942 | —                                 | When Johnny Comes Marching Home        | Фрэнки Флэнаган                 |                    |
| 1943 | —                                 | It Comes Up Love                       | Рики Айвс                       |                    |
| 1943 | —                                 | Mister Big                             | Дональд Джей О’Коннор, эсквайр  |                    |
| 1943 | Главный человек                   | Top Man                                | Дон Уоррен                      |                    |
| 1944 | —                                 | Chip Off the Old Block                 | Дональд Корриган                |                    |
| 1944 | Следуя за парнями                 | Follow the Boys                        | в роли самого себя              |                    |
| 1944 | —                                 | This Is the Life                       | Джимми Плам                     |                    |
| 1944 | Мэрри Монаханс                    | The Merry Monahans                     | Джимми Монахан                  |                    |
| 1944 | —                                 | Bowery to Broadway                     | специальный номер               |                    |
| 1945 | Патрик Великий                    | Patrick the Great                      | Пэт Донахью-млалший             |                    |
| 1947 | Что навеял ветер                  | Something in the Wind                  | Чарли Рид                       |                    |
| 1948 | —                                 | Are You with It?                       | Милтон Хескинс                  |                    |
| 1948 | —                                 | Feudin’, Fussin’ and A-Fightin’        | Уилбур Макмерти                 |                    |
| 1949 | —                                 | Yes Sir, That’s My Baby                | Уильям Уолдо Уинфилд            |                    |
| 1950 | Фрэнсис                           | Francis                                | Питер Стерлинг                  |                    |
| 1950 | —                                 | Curtain Call at Cactus Creek           | Эдвард Тиммонс                  |                    |
| 1950 | Молочник                          | The Milkman                            | Роджер Брэдли                   |                    |
| 1951 | Череп и кости                     | Double Crossbones                      | Дэйви Крэндалл                  |                    |
| 1951 | Фрэнсис на скачках                | Francis Goes to the Races              | Питер Стерлинг                  |                    |
| 1952 | Поющие под дождём                 | Singin’ in the Rain                    | Космо Браун                     |                    |
| 1952 | Фрэнсис в Вест Пойнте             | Francis Goes to West Point             | Питер Стерлинг                  |                    |
| 1953 | Назовите меня мадам               | Call Me Madam                          | Кеннет Гибсон                   |                    |
| 1953 | Я люблю Мелвина                   | I Love Melvin                          | Мелвин Хувер                    |                    |
| 1953 | Фрэнсис в большом городе          | Francis Covers the Big Town            | Питер Стерлинг                  |                    |
| 1953 | —                                 | Walking My Baby Back Home              | Кларенс «Джиггер» Миллард       |                    |
| 1954 | Фрэнсис и девушки в форме         | Francis Joins the WACS                 | Питер Стерлинг                  |                    |
| 1954 | Нет лучше бизнеса, чем шоу-бизнес | There’s No Business Like Show Business | Тим Донахью                     |                    |
| 1955 | Фрэнсис на флоте                  | Francis in the Navy                    | Питер Стерлинг / Сликер Донован |                    |
| 1956 | Что бы ни случилось               | Anything Goes                          | Тед Адамс                       |                    |
| 1957 | История Бастера Китона            | The Buster Keaton Story                | Бастер Китон                    |                    |
| 1961 | Этюд в тонах страха               | Cry for Happy                          | Мюррей Принс                    |                    |
| 1961 | Тысяча и одна ночь                | Le meraviglie di Aladino               | Аладдин                         |                    |
| 1965 | Это забавное чувство              | That Funny Feeling                     | Харви Гренсон                   |                    |
| 1978 | Большой сговор                    | The Big Fix                            | н/д                             |                    |
| 1981 | Рэгтайм                           | Ragtime                                | учитель танцев Эвелин           |                    |
| 1981 | Ад кромешный                      | Pandemonium                            | отец Гленн                      |                    |
| 1988 | Время помнить                     | A Time to Remember                     | отец Уолш                       |                    |
| 1992 | Игрушки                           | Toys                                   | Кеннет Зиво                     |                    |
| 1996 | Дед Мороз                         | Father Frost                           | Баба-яга                        |                    |
| 1997 | В открытом море                   | Out to Sea                             | Джонатан Деверо                 |                    |

### Телевидение
| Год       | Название на русском         | Оригинальное название                  | Роль                                       | Примечания                                               |
| --------- | --------------------------- | -------------------------------------- | ------------------------------------------ | -------------------------------------------------------- |
| 1954—1960 | Шоу Дональда О’Коннора      | The Donald O’Connor Show               | в роли самого себя                         | телесериал; основная роль                                |
| 1957      | Театр 90                    | Playhouse 90                           | доктор Роберт Харрисон                     | эпизод: The Jet-Propelled Couch                          |
| 1958      | Шоу месяца Дюпона           | The DuPont Show of the Month           | Джонни Шоу                                 | эпизод: CouchThe Red Mill                                |
| 1958      | Шоу Реда Скелтона           | The Red Skelton Show                   | разные персонажи                           | эпизод: Friends of Red Skelton Variety Show              |
| 1958      | Фрэнсис Фармер представляет | Frances Farmer Presents                | Джимми Плам                                | эпизод: This is the Life                                 |
| 1966      | Боб Хоуп представляет       | Bob Hope Presents the Chrysler Theatre | Бенджамин Боггс                            | эпизод: Brilliant Benjamin Boggs                         |
| 1966      | —                           | Vacation Playhouse                     | Дональд Дьюган                             | эпизод: The Hoofer                                       |
| 1966      | —                           | ABC Stage 67                           | Гермес                                     | эпизод: Olympus 7-0000                                   |
| 1969      | Шоу Джеки Глисона           | The Jackie Gleason Show                | Чарли Райан / Чарли Пайнэппл               | эпизод: The Honeymooners: Hawaii, Oh! Oh!                |
| 1971      | —                           | Li’l Abner                             | генерал Буллмус                            | телефильм                                                |
| 1974      | —                           | The Girl with Something Extra          | Уильям                                     | эпизод: Irreconcilable Sameness                          |
| 1975      | Эллери Куин                 | Ellery Queen                           | Кенни Фриман                               | эпизод: The Adventure of the Comic Book Crusader         |
| 1976      | Бионическая женщина         | The Bionic Woman                       | Гарри Андерсон                             | эпизод: A Thing of the Past                              |
| 1976      | Полицейская история         | Police Story                           | Холли Коннор                               | эпизод: Payment Deferred                                 |
| 1977      | —                           | Hunter                                 | н/д                                        | эпизод: The Costa Rican Connection                       |
| 1981—1986 | Лодка любви                 | The Love Boat                          | Лео Хелберт / Ховард Эникер / Оскар Тилтон | телесериал; 3 эпизода                                    |
| 1982      | Маленький бродяга           | The Littlest Hobo                      | клоун Фредди                               | эпизод: The Clown                                        |
| 1982      | Остров фантазий             | Fantasy Island                         | доктор Ватсон                              | эпизод: The Case Against Mr. Roarke/Save Sherlock Holmes |
| 1983      | Саймон и Саймон             | Simon & Simon                          | Джордж Девока / великий Барнаби            | эпизод: Grand Illusion                                   |
| 1983      | Великие представления       | Great Performances                     | черепаха Квази                             | эпизод: Alice in Wonderland                              |
| 1983      | Отель                       | Hotel                                  | Дэвид Конелли                              | эпизод: The Offer                                        |
| 1985      | Алиса в Стране чудес        | Alice in Wonderland                    | попугайчик Лори                            | телефильм                                                |
| 1987      | Путь на небеса              | Highway to Heaven                      | Джеки Кларк                                | эпизод: Playing for Keeps                                |
| 1987      | —                           | A Mouse, a Mystery and Me              | мышка Алекс                                | телефильм; озвучка                                       |
| 1990      | Она написала убийство       | Murder, She Wrote                      | Барри Барнс                                | эпизод: The Big Show of 1965                             |
| 1992      | Байки из склепа             | Tales from the Crypt                   | Джозеф Ренфилд                             | эпизод: Strung Along                                     |
| 1993      | Здание                      | The Building                           | отец Бонни                                 | эпизод: Father Knows Best                                |
| 1994      | Серебряный ангел бандита    | Bandit: Bandit’s Silver Angel          | дядя Сайрус                                | телефильм                                                |
| 1996      | Фрейзер                     | Frasier                                | Харлоу Саффорд                             | эпизод: Crane vs. Crane                                  |
| 1996      | Няня                        | The Nanny                              | Фред                                       | эпизод: Freida Needa Man                                 |